# Soho Dreams
Soho Dreams è il quarto album discografico del gruppo musicale inglese Secret Affair, pubblicato nel dicembre 2012 dalla I-Spy Records.

## Tracce
1. Soho Dreams
2. Walk Away
3. Turn Me On
4. Love's Unkind
5. I Don't Need No Doctor (cover di Ray Charles)
6. Lotus Dream
7. In Our Time
8. Land of Hope
9. All the rage
10. Soul of the City
11. Ride

## Formazione
- Ian Page - voce
- Dave Cairns - chitarra
- Ed Pearson - basso
- Russ Baxter - batteria
- Stephen Wilcock - sassofono